# جاكوب راسموسن (دراج)
جاكوب راسموسن (بالدنماركية: Jacob Moe Rasmussen)‏ (و. 1975  م) هو راكب دراجة هوائية دنماركي.

## روابط خارجية
- جاكوب راسموسن على موقع الاتحاد الدولي للدراجات (الإنجليزية)
- جاكوب راسموسن على موقع أرشيف الدراجات (الإنجليزية)
- جاكوب راسموسن على موقع إحصائيات الدراجات الإحترافية (الإنجليزية)